# Marit van Eupen

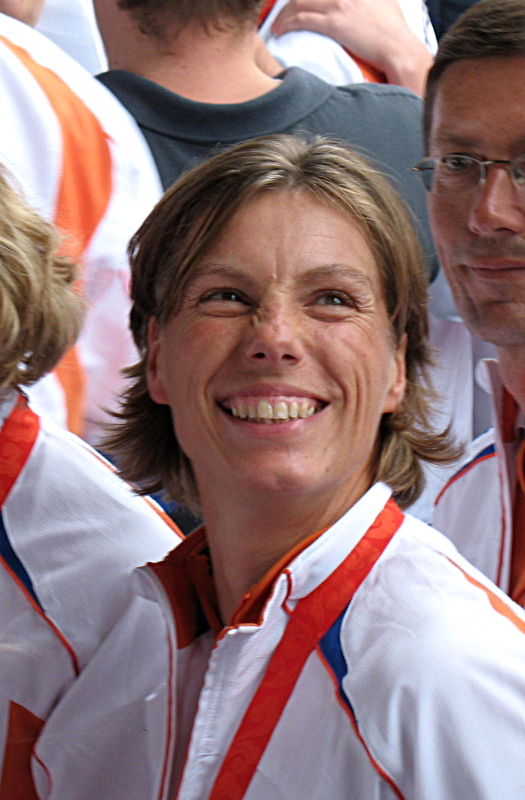
Marit van Eupen 2008

Marit van Eupen (* 26. September 1969 in Arnheim) ist eine ehemalige niederländische Ruderin, die 2008 olympisches Gold im Doppelzweier der Leichtgewichtsruderinnen  gewann.
Marit van Eupen begann 1987 als Steuerfrau mit dem Rudersport. Die Ruderin von der Amsterdamer Studentenvereinigung Nereus trat 1998 erstmals beim Weltcup an und belegte den dritten Platz in Luzern. 1999 startete sie im Einer bei der Weltmeisterschaft und belegte den siebten Platz. 2000 trat sie im Doppelzweier gemeinsam mit Kirsten van der Kolk bei den Olympischen Spielen 2000 an und erreichte den sechsten Platz. In den Jahren bis 2004 gewann Marit van Eupen zwei Weltcuprennen und erreichte jedes Jahr das Weltmeisterschaftsfinale, 2001 und 2003 fuhr sie dabei zusammen mit Kerstin van der Kolk, 2002 war Hedi Poot ihre Partnerin. Mit zwei fünften Plätzen bei den Weltmeisterschaften 2001 und 2002 sowie dem sechsten Platz 2003 gelang ihr aber nicht der Durchbruch. Bei den Olympischen Spielen 2004 in Athen gewannen Marit van Eupen mit Kirsten van der Kolk die Bronzemedaille. Ab 2005 trat Marit van Eupen in der Regel im Leichtgewichts-Einer an und war in den nächsten drei Jahren die dominierende Athletin mit drei Siegen beim Weltcup in Luzern und drei Goldmedaillen bei den Weltmeisterschaften. Für die olympische Saison 2008 kehrte sie in den Doppelzweier zurück und belegte mit Kirsten van der Kolk den zweiten Platz in Luzern. Im Olympiafinale in Peking siegten die beiden mit über einer Sekunde vor den Finninnen. Nach den Olympischen Spielen beendete sie ihre aktive Laufbahn.
Die 1,76 Meter große Marit van Eupen war Berufssportlerin. Seit 2004 war sie als Athletenbotschafterin der Entwicklungshilfeorganisation Right to Play tätig.